# 미국의 농무장관
미합중국 농무장관(영어: United States Secretary of Agriculture)은 미국 농무부의 수장이다. 대한민국의 농림축산식품부 장관에 해당한다.
2021년 2월 24일부터 현재 농무장관은 오바마 행정부에서 30대 농무부 장관을 지낸 톰 빌색이다.

## 역할
농무부 장관은 임원 일정의 레벨 I 직위에 해당하며 2021년 1월 기준 연봉은 221,400 달러이다.
농무부 장관의 계승 순위는 다음과 같다.
1. 농무부 차관보
2. 농무부 차관보, 농장 및 해외 농업 서비스 담당
3. 농무부 행정 담당 차관보
4. 농무부 식품, 영양 및 소비자 서비스 담당 차관보
5. 농무부 연구, 교육, 경제 담당 차관보
6. 식품 안전 담당 농무부 차관보
7. 농무부 천연자원 및 환경 담당 차관보
8. 농촌개발부 농무부 차관보
9. 마케팅 및 규제 프로그램 담당 농무부 차관보
10. 농무부 법무 고문
11. 비서실 참모장
12. 농장 서비스 기관의 주 전무 이사(연임 기간 순으로 선임):
  - 캘리포니아
  - 아이오와
  - 캔자스
13. 식품 및 영양 서비스의 지역 관리자(연임 기간 순으로 선임):
  - Mountain Plains 지역 사무소( 덴버, 콜로라도 )
  - 미드웨스트 지역 사무소( 일리노이 주 시카고 )
  - 서부 지역 사무소( 샌프란시스코, 캘리포니아)
14. 농무부 최고재무책임자
15. 농무부 시민권 담당 차관보
16. 의회 관계 담당 농무부 차관보

## 참고문헌
1. ↑  5 U.S.C. " § 5312"
2. ↑  “Salary Table No. 2021-EX Rates of Basic Pay for the Executive Schedule (EX)” (PDF). 2021년 1월 23일에 원본 문서 (PDF)에서 보존된 문서.
3. ↑  “Amendments to Delegations of Authority, United States Department of Agriculture”. 《Federalregister.gov》. Office of the Federal Register, National Archives and Records Administration. 2016년 10월 29일에 확인함.